# 8400-as busz
A 8400-os jelzésű autóbusz Tatabánya, autóbusz-állomás és Tata, autóbusz-állomás között közlekedik. A járatot a MÁV Személyszállítási Zrt. üzemelteti.

## Megállóhelyei
| 0  | Tatabánya, autóbusz-állomás végállomás    | 24 | 1, 1G, 2, 5, 5P, 6, 9, 9D, 10, 11, 15, 16, 26, 26R, 50, 55, 57, 70 770, 804, 814, 822, 823, 824, 8402, 8403, 8406, 8410, 8423, 8432, 8435, 8436, 8437, 8441, 8442, 8462, 8463, 8464, 8465, 8466, 8467, 8472, 8479 1758, 1824, 1841, 1842, 1843, 1845, 1846, 1848, 1850, 1851 S10 G10 S12 IC, EC, EN, gyorsvonat, expresszvonat,                                                                             |
| 3  | Tatabánya, Győri út (Tatabányán Piac tér) | ʃ  | 2, 5P, 10, 11, 15, 38, 38G, 55, 57 804, 8462, 8463, 8465, 8466, 8467 |
| ʃ  | Tatabánya, Győri út                       | 21 | Helyi járat a Töhötöm vezér úton: 2, 3, 3A, 3L, 3G, 5P, 10, 11, 15, 38, 38G, 53, 53B, 53I, 57 Helyben a Győri úton: 804, 8462, 8465, 8466 1841 |
| 5  | Vértesszőlős, bevásárlóközpont            | 19 | 804, 8462, 8463, 8465, 8466, 8467 1841 |
| 8  | Vértesszőlős, Sport telep                 | 16 | 804, 8462, 8463, 8465, 8466, 8467 1841 |
| 10 | Vértesszőlős, vasúti megállóhely          | 14 | 814, 8462, 8463, 8465, 8466, 8467, 8472, 8479 1824, 1841, 1850 S10 |
| 12 | Vértesszőlős, Kossuth utca                | 12 | 804, 8462, 8463, 8465, 8466, 8467 1841 |
| 16 | Tata, Öveges József utca                  | 8  | Helyi járat tanítási időszakban: 4, 4T, 5, 5T, 6, 6T Helyi járat nyári tanítási szünetben: 5, 5A, 5AF, 5FA, 5T 804, 8462, 8463, 8465, 8466, 8467 1841 |
| 18 | Tata, Deák Ferenc utca                    | 6  | Helyi járat tanítási időszakban: 4, 4T, 5, 5T, 6, 6T Helyi járat nyári tanítási szünetben: 5, 5A, 5AF, 5FA, 5T 804, 8462, 8463, 8465, 8466, 8467, 8479 1841 |
| 20 | Tata, Kristály Szálló                     | 4  | Helyi járat tanítási időszakban: 4, 4T, 5, 5T, 6, 6T Helyi járat nyári tanítási szünetben: 5, 5A, 5AF, 5FA, 5T 804, 814, 8462, 8463, 8465, 8466, 8467, 8472, 8479, 8716 1824, 1841, 1850 |
| 22 | Tata, városközpont                        | 2  | Helyi járat tanítási időszakban: 1, 1M, 1R, 1T, 2, 4, 4T, 5, 5T, 6, 7, 7A, 8, 8B, 9, 9M Helyi járat nyári tanítási szünetben: 1, 1M, 1R, 1T, 2G, 5, 5A, 5AF, 5FA, 5T, 7, 7A, 8, 9, 9M 1824, 1841 804, 814, 8406, 8462, 8463, 8465, 8466, 8467, 8472, 8700, 8706, 8716 |
| 24 | Tata, autóbusz-állomás végállomás         | 0  | Helyben: *Helyi járat nyári tanszünetben: 3, 5A, 5AF, 5FA 804, 814, 8402, 8406, 8462, 8463, 8465, 8466, 8467, 8472, 8479, 8574, 8587, 8594, 8700, 8706, 8716, 8726, 8727, 8736, 8740 1824, 1841, 1850 Május 1 úton: *Helyi járat tanítási időszakban: 1, 1M, 1R, 1T, 2, 4, 4T, 5, 5T, 6, 6T, 7, 7A, 8, 8B, 9, 9M *Helyi járat nyári tanítási szünetben: 1, 1M, 1R, 1T, 2G, 5, 5AF, 5FA, 5T, 7, 7A, 8, 9, 9M |